# 克里永
克里永（法語：Crion，法語發音：[kʁijɔ̃]）是法国默尔特-摩泽尔省的一个市镇，属于吕内维尔区。

## 地理
克里永（48°38'24"N, 6°31'38"E）面积8.08 平方千米，位于法国大東部大區默尔特-摩泽尔省，该省份为法国东北部内陆省份，是洛林的一部分，北邻比利时、卢森堡，北起顺时针与摩泽尔省、下莱茵省、孚日省和默兹省接壤。
与克里永接壤的市镇（或旧市镇、城区）包括：博兹蒙、小比安维尔、克鲁瓦马尔、埃纳梅尼勒、拉讷沃维尔欧布瓦、萨农河畔拉维尔、雄维莱尔。

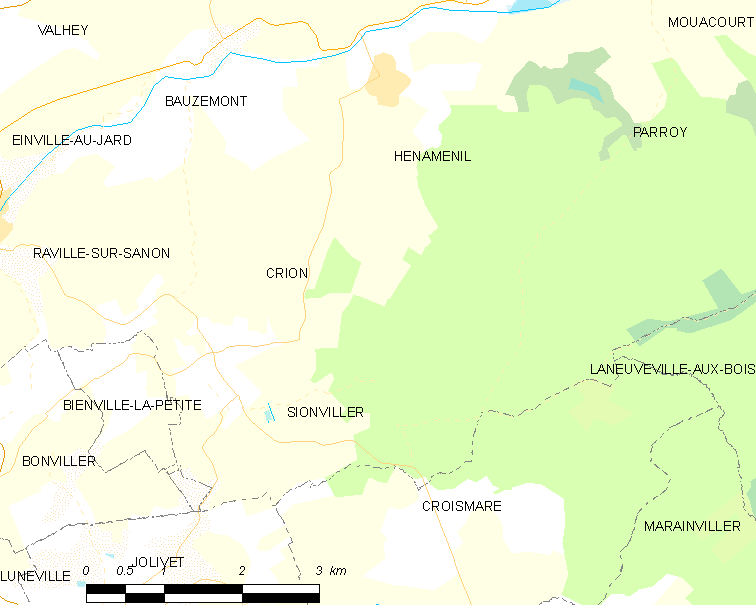
克里永的OSM定位图

克里永的时区为UTC+01:00、UTC+02:00（夏令时）。

## 行政
克里永的邮政编码为54300，INSEE市镇编码为54147。

## 政治
克里永所属的省级选区为吕内维尔第一县。

## 人口

1962-2008年间克里永人口变化图示

克里永于2022年1月1日时的人口数量为111人。